# Chiretolpis nigrita
Chiretolpis nigrita là một loài bướm đêm thuộc phân họ Arctiinae, họ Erebidae.